# Saša Martinović (hokejaš na ledu)
Saša Martinović (Füssen, Njemačka, 27. rujna 1984.) njemački i hrvatski je profesionalni hokejaš na ledu hrvatskog podrijetla. Igra na poziciji braniča. Bio je član hrvatskog KHL Medveščaka u EBEL-u.

## Statistika karijere
Bilješka: OU = odigrane utakmice, G = gol, A = asistencija, Bod = bodovi, +/- = plus/minus, KM = kaznene minute, GV = gol s igračem više, GM = gol s igračem manje, GO = gol odluke
| 2011./12. | KHL Medveščak | EBEL |  |  |  |  |  |  |  | 0 | 0 |  |  |  |  |  |  |  |  |  |